# Inteelt
Inteelt is een wetenschappelijk begrip van het kruisen binnen een soort, ondersoort of ras van nauw aan elkaar verwante individuen. De verwantschap tussen beide ouders is hierbij groter dan de gemiddeld vastgestelde inteeltcoëfficiënt van de totale populatie. Inteelt leidt tot homozygotie, hetgeen de kans vergroot dat het nageslacht nadelige effecten ondervindt van recessieve allelen. Inteelt leidt over het algemeen tot een verminderde genetische variatie van populaties (inteeltdepressie).

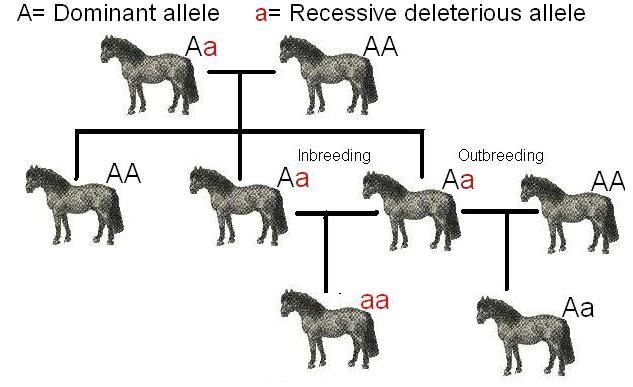
Inteeltdepressie. In deze afbeelding is a een recessief nadelig gen. Als dit gen zeldzaam is, zullen enkele dieren Aa dragen, wat niet opgemerkt wordt. Een kruising tussen Aa en AA is niet direct nadelig, de helft van de nakomelingen zal onopgemerkt het nadelige gen dragen. Kruist men twee van deze nakomelingen - bijvoorbeeld een broer en een zus - met elkaar, dan zal bij een kwart van de nakomelingen het nadelige gen zich manifesteren.

## Dieren
Bij het fokken van gedomesticeerde dieren wordt inteelt gebruikt om gewenste uiterlijke of karaktereigenschappen te behouden en te versterken. Wanneer bij een dier een eigenschap als wenselijk beschouwd wordt, wordt vaak een dier dat deze eigenschap toont met een naaste verwant (vader/moeder, broer/zus) gekruist om in de nakomelingen deze eigenschap terug te zien. Aanvankelijk geschiedde dit onbewust doordat mensen slechts dieren met de gewenste eigenschappen tolereerden en daardoor ook lieten voortplanten, zoals gehoorzaamheid bij honden, melk- en vleesopbrengst bij vee, handelbaarheid in het algemeen. Later werd hier bewust mee gefokt en ging men bij rashonden en -katten ook op andere eigenschappen fokken die de baasjes en bazinnetjes leuk of schattig vonden.

### Noodzaak van selectie
Aangezien niet alleen de gewenste eigenschap zich manifesteert maar ook negatieve eigenschappen, is het zaak om snel een groot aantal dieren te fokken en een strenge selectie uit te voeren op ongewenste eigenschappen. Deze selectie heeft dan de vorm van het uitsluiten voor verdere fok.

### Nut van een stamboek
In gedomesticeerde dierenrassen komen als gevolg van inteelt eigenschappen voor die onwenselijk zijn. Zo is er bij de hond sprake van overmatige agressie bij verschillende rassen, hartklachten bij de boxer, bloedziekte bij dobermanns etc. Door het bijhouden van een stamboek, waarin de frequentie van voorkomen (de incidentie) van een ongewenste eigenschap of ongewenste eigenschappen vermeld wordt, kan die uitgeselecteerd worden. Bovendien kan ook te nauwe verwantschap worden vermeden, bijvoorbeeld door niet dezelfde dieren te vaak of te nauw aan elkaar verwante dieren te laten dekken. 

### Nut van fokprogramma's bij vee
Naast het bijhouden van een stamboek blijkt in de praktijk dat bij vee systematische fokprogramma's met meerdere deelnemers of fokeenheden voordelen hebben. Een methode is een roterend uitwisselingssysteem van dieren, zoals dit in Duitsland bij bedreigde veerassen gebruikt wordt, een zogenaamde Zuchtring (fokkerskring).

### Huisdieren
Ondanks de opkomst van stamboeken is inteelt nog steeds een groot probleem bij huisdieren, zodanig dat rasdieren een aanmerkelijk kortere levensverwachting hebben. Omdat fokken geld oplevert (zowel in de vorm van dekgeld voor de eigenaar van het mannelijke dier als via de verkoop van de jonge dieren) wordt er soms door eigenaren niet te nauw gekeken betreffende verwantschap, bovendien kennen veel rassen sowieso erfelijke problemen omdat met te weinig individuen is begonnen. Daar komt ook bij dat soms op eigenschappen is gefokt die mensen leuk en schattig vinden maar die voor het dier nadelig zijn, zoals de platte neus van Perzische katten (waardoor ze ademproblemen krijgen), en de veel te grote en zware kop van buldogs. Bij honden worden dieren met slechte eigenschappen soms aan het publiek verkocht, wat bezwaarlijk voor de koper is (hij wil immers een gezonde hond). Ook werden honden met ongewenste eigenschappen door fokkers direct naar de dierenarts gebracht om hen te euthanaseren (bijvoorbeeld witte boxers), maar dierenartsen weigeren dit in de regel als het dier nog gezond is.

### Inteelt bij wilde dieren
Ook in het wild komt inteelt voor wanneer populaties van dieren erg klein zijn geworden. Als een populatie niet regelmatig wordt voorzien van 'nieuw' bloed, is ze gedoemd uit te sterven. Zo wordt van de Zweedse populatie van de wolf gezegd dat deze te klein is en dat dit met de inbreng van twee reuen per generatie van een andere populatie te verhelpen is. Een consequentie is dat het herintroduceren van dieren op zich niet volstaat; essentieel is dat er een populatie moet ontstaan die groot genoeg is voor het in stand houden van genetische diversiteit. Grote populaties kunnen ontstaan door onderling contact van kleinere populaties. De noodzaak voor genetische diversiteit onderstreept het belang van ecologische verbindingszones en de ontwikkeling van een "ecologische hoofdstructuur". In Vlaanderen gebeurt dit met het Vlaams Ecologisch Netwerk, in Nederland met het Natuurnetwerk Nederland.

## Mensen
Inteelt kan ongunstige gevolgen hebben. In principe zouden bepaalde gunstige genetische eigenschappen in families bevorderd kunnen worden door inteelt, maar het kan ook tot een hoger aantal miskramen en afwijkingen leiden. In de meeste samenlevingen rust er een taboe op een huwelijk tussen te nauw verwante familieleden.
Er zijn diverse gevallen bekend van inteelt in adellijke families. Praktisch alle vorstenhuizen in Europa trouwden gedurende vele eeuwen steeds onderling om bezittingen en adellijke titels in de familie te houden. In dit verband is het Habsburgse huis berucht om de veelvoorkomende afwijkende onderlip en kin. Volgens genetisch genealoog Maarten Larmuseau laat de Habsburgse kin zien dat "inteelt de loop van de geschiedenis heeft veranderd". Toen de laatste van de Spaanse Habsburgers, koning Karel II van Spanje, niet in staat bleek om een erfgenaam te produceren, gingen de Zuidelijke Nederlanden over van de Spaanse op de Oostenrijkse Habsburgers. Ook zijn onvruchtbaarheid, die dus grote politieke gevolgen heeft gehad, zou te wijten zijn aan de jarenlange inteelt bij de Habsburgers.
In Nederland komen neef-nichthuwelijken vooral voor onder migrantengroepen uit Turkije en Marokko. Geschat wordt dat 22 procent tot 25 procent van de Nederlandse Turken en Marokkanen met een (achter)neef of (achter)nicht is getrouwd, maar er is een dalende trend. Een literatuur- en statisch onderzoek door het Centraal Bureau voor de Statistiek en het Erasmus MC, waarvan de resultaten in 2003 werden gepubliceerd, stelt dat aangeboren afwijkingen de voornaamste doodsoorzaak vormen onder zuigelingen van Turkse en Marokkaanse ouders, hetgeen mogelijk is terug te voeren op de huwelijken tussen familieleden. De kans op erfelijke afwijkingen bij niet-verwante koppels bedraagt ongeveer 3 tot 4 procent; bij kinderen uit neef-nichthuwelijken is die kans 4,7 tot 6,8 procent.
Van bepaalde aandoeningen is het in studies aangetoond dat deze vaker voorkomen bij (een verleden van) inteelt, waaronder blindheid, gehoorverlies, neonatale diabetes, afwijkingen van de ledematen, interseksualiteit en schizofrenie.

### Gesloten gemeenschappen
Erfelijke aandoeningen komen soms ook voor bij nogal gesloten gemeenschappen. Dit is niet automatisch het resultaat van incest of inteelt – zoals veel buitenstaanders geloven – maar komt door de beperkte genenpool waaruit inwoners van gesloten gemeenschappen hun partner kiezen. Binnen deze gesloten dorpen zorgen het kerkelijke leven, sport en familiebedrijven voor een groot netwerk aan sociale contacten binnen de eigen kring, waardoor men graag in deze gesloten gemeenschap blijft wonen. Het tekent het eigen karakter en de sterke verbondenheid binnen deze dorpen. In Nederland gaat het vooral om kleine vissersplaatsen waar men onderling huwde, Volendam, Marken, Urk, Spakenburg en Katwijk aan Zee. Uit onderzoek is gebleken dat alle dragers van het gen waarschijnlijk afstammen van een gezamenlijke voorouder die tien tot twaalf generaties geleden leefde. Deze Nederlandse vissersplaatsen zijn onder meer bekend geworden door de in deze dorpen veelvoorkomende genetische aandoeningen. Dit zijn respectievelijk de pontocerebellaire hypoplasie type 2 (Volendamse ziekte), de ziekte van Van Buchem (Urker brozebottenziekte), de Benigne recidiverende intrahepatische cholestase (Spakenburgse ziekte) en de Katwijkse ziekte.
Martha's Vineyard, een eiland voor de oostkust van de Verenigde Staten, kende in de 18e en 19e eeuw als een geografisch en infrastructureel geïsoleerd gebied relatief veel mensen met erfelijke doofheid. Dit had tot gevolg dat ook een groot deel van de niet-dove populatie de plaatselijke gebarentaal vloeiend beheerste.
Bij bepaalde groeperingen onder de Joden worden, voor het sluiten van een huwelijk, beide partners getest op bepaalde erfelijke ziekten en aandoeningen, gezien de door geschiedenis sterk vergrote kans op deze ziekten bij deze groeperingen.

## Planten
Bij de veredeling van planten wordt vaak gebruikgemaakt van inteelt voor het maken van hybriderassen. Door herhaaldelijke zelfbestuiving ontstaat een bijna homozygote inteeltlijn. Dergelijke planten vertonen vaak een slechte groei, inteeltdepressie genoemd. Alleen die inteeltlijnen worden met elkaar gekruist die heterosis geven om zo een hoog opbrengend hybrideras te maken. Bij onder andere mais en veel groentesoorten, zoals tomaat, paprika en komkommer, worden bijna uitsluitend hybride rassen gebruikt.

## Tegenhanger
De tegenhanger van inteelt is uitkruisen of uitteelt. Hierbij is sprake van een verwantschap tussen beide ouders die kleiner is dan de gemiddeld vastgestelde inteeltcoëfficiënt van de totale populatie binnen het ras of de soort. De heterosis van de genenparen binnen een individu uit zo'n combinatie neemt toe, alsmede een grotere variatie aan getoonde kenmerken. Bij kruisingen tussen twee soorten (gebruikelijk bij plantenveredeling) spreekt men van cross breeding, soortkruising of interspecifieke hybride.